# Begonia wakefieldii
Espèce
Synonymes
- Begonia wakefieldii f. dentatiloba Irmsch.[1]

Begonia wakefieldii est une espèce de plantes de la famille des Begoniaceae. Ce bégonia est originaire du Kenya. L'espèce fait partie de la section Augustia. L'espèce a été décrite en 1921 par  Adolf Engler (1844-1930), à la suite des travaux de Ernest Friedrich Gilg (1867-1933). L'épithète spécifique wakefieldii signifie « de Wakefield », en hommage au récolteur T. Wakefield.

## Répartition géographique
Cette espèce est originaire des pays suivants : Kenya ; Tanzania.